# إدغار راسيل
إدغار راسيل (بالإنجليزية: Edgar Russell)‏  (و. 1890 – 1963 م) هو سياسي، وموظف صرافة بنكي، ومحاسب، من أستراليا، كان عضوًا في حزب العمال الأسترالي، توفي عن عمر يناهز 73 عاماً.

## مناصب
تولى منصب عضو مجلس النواب الاسترالى (21 أغسطس 1943–31 مارس 1963).